# Химический факультет Киевского национального университета
Химический факультет Киевского национального университета им. Тараса Шевченко — структурное подразделение КНУ им. Т. Шевченко, осуществляющее подготовку специалистов в отрасли химии. Основан в 1901 году в качестве химического отделения Киевского университета, в 1933 году отделился в отдельный факультет.

## История факультета
Химия преподается в университете со времени его создания. Кафедра химии, минералогии и геологии входила в состав физико-математического отделения.
По инициативе профессоров И. А. Тютчева и П. П. Алексеева в 1873 году была построена двухэтажная химическая лаборатория, впоследствии достроили третий этаж. В настоящее время — это здание «старого» корпуса факультета.
В 1891 году основывается неорганическое отделение лаборатории, реорганизованное в 1894 году в кафедру неорганической химии. Первым её заведующим был Я. М. Барзиловский. Двумя годами раньше в самостоятельную кафедру отделилось органическое отделение. Её возглавил С. М. Реформатский.
В начале XX века было пристроено новое четырехэтажное помещение для кафедры неорганической химии и создано химическое отделение, которое состояло из двух кафедр. С возобновлением Киевского университета в 1933 году открыт отдельный химический факультет с четырьмя кафедрами: неорганической, аналитической, органической, физической и коллоидной химии.
В 60-х годах завершилось строительство пятиэтажного, «нового» корпуса факультета, оборудованы новые лаборатории. В то время существовало семь кафедр; увеличился набор студентов от 50 до 100, функционировало вечернее отделение.
С 2000 года ежегодно на факультете проводится Всеукраинская научная конференция студентов и аспирантов «Современные проблемы химии».

## Особенности обучения
Обучение проводится по двум квалификационным уровням: бакалавр, магистр. Набор студентов на бюджетную форму составляет около 100 лиц, существует контрактная форма.
Специализация начинается с пятого семестра.

## Научный состав
На химическом факультете научная работа выполняется 130 штатными сотрудниками, из них 9 докторов и 59 кандидатов наук, а также 1 академик НАН Украины, 3 члена-корреспондента НАН Украины, 27 профессоров, 40 доцентов, 14 ассистентов.

## Деканы
- профессор Фишер П. З. (1934—1941)
- доцент Подорван Илларион Михайлович (1944—1953)
- профессор Шевченко Фёдор Данилович (1953—1958)
- профессор Пятницкий Игорь Владимирович (1958—1960)
- академик АН УССР Пилипенко Анатолий Терентиевич (1960—1968)
- академик АН Украины Бабичев Фёдор Семёнович (1968—1978)
- профессор Починок Виктор Яковлевич (1978—1982)
- профессор Баталин Георгий Иванович (1982—1986)
- профессор Сухан Василий Васильевич (1986—1997)
- член-корреспондент НАН Украины Слободяник Николай Семенович (1997—2007)
- профессор Воловенко Юлиан Михайлович (с 2007)

## Структура
В состав факультета входят 5 кафедр, подготавливающих выпускников по 9 специализациям.
| Кафедра                                     | Год основания | Специализации                                                                | Заведующий кафедры           | Прим.         |
| ------------------------------------------- | ------------- | ---------------------------------------------------------------------------- | ---------------------------- | ------------- |
| Кафедра органической химии                  | 1891 год      | органическая химия химия природных соединений                                | Воловенко Юлиан Михайлович   | [ 7 ] [ 8 ]   |
| Кафедра неорганической химии                | 1894 год      | неорганическая химия экологическая химия                                     | Слободяник Николай Семенович | [ 9 ] [ 10 ]  |
| Кафедра физической химии                    | 1905 год      | физическая химия физическая химия межфазовых явлений                         | Фрицкий, Игорь Олегович      | [ 11 ] [ 12 ] |
| Кафедра аналитической химии                 | 1933 год      | аналитическая химия химический анализ и менеджмент аналитических лабораторий | Запорожец Ольга Антоновна    | [ 13 ] [ 14 ] |
| Кафедра химии высокомолекулярных соединений | 1963 год      | химия ВМС                                                                    | Колендо Алексей Юрьевич      | [ 15 ] [ 16 ] |

## Международные связи
Химический факультет поддерживает научные связи с более чем 40 учреждениями дальнего и ближнего зарубежья, а также с более чем 20 вузами Украины и научными учреждениями НАН Украины.
Факультет принимает участие в международных программах и грантах. Благодаря им кафедра аналитической химии имеет современное оборудование. На базе данной кафедры проходят международные семинары для химиков-аналитиков.
С начала XXI века химики Киевского университета имени Тараса Шевченко сотрудничают с ОЗХО в рамках учебной программы по подготовке специалистов по выявлению химического оружия.